# Бојанско јеванђеље
Бојанско јеванђеље или Бојански палимпсест је глагољски старословенски рукопис Јеванђеља, који датира с краја 11. века.
Пергаментни листови XII-XIII су сачувани и рестаурирани, и на њема је ћириличним словима исписана јеванђеља, које је описао С. М. Кулбакин под насловом „Бојанско јеванђеље“. Рукопис је 1845. године пронашао В. И. Григорович у Бојанском манастиру код Софије; након његове смрти пренета је у Музеј Румјанцева - сада Руска државна библиотека у Москви, (фонд 87, бр.8 / М. 1690. године).
В.И. Григорович је умео да чита глаголска слова и појединачне речи, а касније и Павел Шафарик и Ватрослав Јагић. Значајан део (26 страница) оригиналног глагољског текста прочитао је И. Добрев који га је објавио у ћириличној транслитерацији (И. Добрев, Глаголски текст на Бојанском палимпсесту, Софија, 1972).